# Estación Arroyo de los Huesos
Arroyo de los Huesos es una estación ferroviaria, ubicada en el Partido de Azul, en la Provincia de Buenos Aires, hacia las estaciones de Azul y Tandil.

## Servicios
Pertenecía al ramal Azul-Arroyo de los Huesos-Chillar del Fc Roca clausurado en 1961 por el Gobierno del Dr Frondizi e inmediatamente levantadas las vías y demolido el edificio.